# هاوييان غاردينس (كاليفورنيا)
هاوييان غاردينس (بالإنجليزية: Hawaiian Gardens)‏ هي إحدى مدن مقاطعة لوس أنجليس، كاليفورنيا. تم إعطاءها لقب مدينة في 9 أبريل، 1964.